# Edward Glaeser
Edward Ludwig Glaeser (sinh ngày 1 tháng 5 năm 1967) là một  nhà kinh tế học người Mỹ và Giáo sư Kinh tế Fred và Eleanor Glimp tại Đại học Harvard. Ông cũng là Giám đốc Chương trình Nghiên cứu Đô thị tại International Growth Centre.
Ông theo học trường Collegiate School, thành phố New York trước khi lấy bằng cử nhân kinh tế từ Đại học Princeton và bằng tiến sĩ kinh tế tại Đại học Chicago. Glaeser gia nhập đội ngũ giảng viên Harvard vào năm 1992, nơi ông hiện đang là Giáo sư Fred và Eleanor Glimp tại Khoa Kinh tế (tính đến tháng 1 năm 2018). Trước đây ông từng là Giám đốc tại Taubman Center for State and Local Government và Giám đốc Viện Rappaport Institute for Greater Boston (cả hai đều ở trong Trường Kennedy School of Government). Ông là thành viên cao cấp tại Manhattan Institute, và là biên tập viên cộng tác cho tờ City Journal. Ông cũng là biên tập viên của Quarterly Journal of Economics. Glaeser và John A. List được đề cập là lý do tại sao ủy ban AEA bắt đầu trao Huy chương Clark hàng năm vào năm 2009.
Theo một đánh giá trên báo The New York Times, cuốn sách của ông có tựa đề Triumph of the City: How Our Greatest Invention Makes Us Richer, Smarter, Greener, Healthier, and Happier (2011) (đã được Book Hunter dịch và phát hành tại Việt Nam với tên “Chiến thắng của đô thị”) tóm tắt những năm nghiên cứu của Glaeser về vai trò của các thành phố trong việc thúc đẩy thành tựu của con người và "ngay lập tức đa sắc và sôi động".
Edward Glaeser chủ trì Hội đồng Tư vấn Chính sách cho Liveable London Unit.

## Nền tảng và ảnh hưởng gia đình
Glaeser sinh ra ở Manhattan, New York với cha mẹ là Ludwig Glaeser (1930 -7 tháng 9 năm 2006) và Elizabeth Glaeser. Cha ông sinh ra ở Berlin vào năm 1930, sống ở Berlin trong Thế chiến II và chuyển đến Tây Berlin vào những năm 1950. Ludwig Glaeser nhận bằng kiến trúc từ Đại học Công nghệ Darmstadt và bằng tiến sĩ lịch sử nghệ thuật từ Đại học Tự do Berlin trước khi gia nhập đội ngũ nhân viên tại Bảo tàng Nghệ thuật Hiện đại (MoMA), thành phố New York năm 1963. Ông tiếp tục là người phụ trách của phòng Kiến trúc và Thiết kế vào năm 1969.
Glaeser nói về cha mình, "Niềm đam mê của ông đối với các thành phố và tòa nhà đã nuôi dưỡng chính tôi". Glaeser mô tả cách cha ông ủng hộ công trình mới và thay đổi nếu nó đáp ứng các tiêu chuẩn thẩm mỹ. Theo Glaeser, cha ông cũng "không thích các tòa nhà chung cư ảm đạm sau chiến tranh và căm ghét các cộng đồng ngoại ô xấu xí", nhưng Glaeser thì không, bản thân ông đã tìm thấy nhiều điều để ngưỡng mộ trong đống ngổn ngang ở mức mà nó tạo điều kiện cho "khả năng mọi người sống như họ chọn lựa". Tuy nhiên, tác phẩm của Glaeser cũng lập luận chống lại luật phân vùng chống mật độ địa phương và các chính sách của chính phủ liên bang khuyến khích sự mở rộng, chẳng hạn như khấu trừ thuế thế chấp và các chương trình đường cao tốc liên bang.
Sự nghiệp của Glaeser cũng bị ảnh hưởng bởi mẹ ông, Elizabeth Glaeser, người đã làm việc tại Mobil Corporation với tư cách là trưởng bộ phận Thị trường Vốn trong 20 năm trước khi gia nhập Deloitte & Touche với tư cách là Giám đốc Thực hành Rủi ro Doanh nghiệp. Bà nhận bằng thạc sĩ quản trị kinh doanh khi Edward mười tuổi và thỉnh thoảng đưa ông đến lớp học của mình. Ông nhớ mẹ đã dạy những bài học kinh tế vi mô, chẳng hạn như lý thuyết giá cả theo chi phí cận biên.
Glaeser ngưỡng mộ nhiều khía cạnh trong công trình của Jane Jacobs; cả hai đều cho rằng "các đô thị tốt cho môi trường". Ông không đồng ý với bà về việc làm tăng mật độ người thông qua các công trình cao tầng. Ông ủng hộ các tòa nhà cao hơn trong các thành phố trong khi Jacobs lên án các dự án nhà ở công cộng những năm 1950 và 1960 mà lấy cảm hứng từ Le Corbusier. Các tòa nhà cao tầng khắc khổ, mất nhân tính ở New York cuối cùng đã trở thành "dự án" đi chệch so với ý định ban đầu. Bà tin tưởng vào việc bảo tồn các tòa nhà lịch sử nhỏ hơn của West Greenwich Village vì những lý do cá nhân, kinh tế và thẩm mỹ. Glaeser lớn lên trong một tòa nhà cao tầng và tin rằng các tòa nhà cao hơn cung cấp nhà ở giá cả phải chăng hơn. Ông kêu gọi loại bỏ hoặc giảm bớt các hạn chế giới hạn chiều cao của tòa nhà, các đạo luật bảo tồn và các luật phân vùng khác.

## Các bài viết
Glaeser đã xuất bản với tốc độ gần năm bài báo mỗi năm kể từ năm 1992 trên các tạp chí kinh tế học thuật được bình duyệt hàng đầu, bên cạnh nhiều cuốn sách, bài báo khác, bài blog và bài ý kiến chuyên gia. Glaeser đã có những đóng góp đáng kể cho nghiên cứu thực nghiệm về kinh tế học đô thị. Cụ thể, công việc của ông soi xét sự phát triển lịch sử của các trung tâm kinh tế như Boston và thành phố New York đã có ảnh hưởng lớn đến cả kinh tế và địa lý đô thị. Glaeser cũng đã viết một loạt các chủ đề khác, từ kinh tế xã hội đến kinh tế học tôn giáo, từ cả quan điểm đương đại và lịch sử.
Công trình của ông đã nhận được sự tôn trọng của một số nhà kinh tế học nổi tiếng. George Akerlof (Giải Nobel Kinh tế năm 2001) ca ngợi Glaeser là một "thiên tài", và Gary Becker (Giải Nobel Kinh tế năm 1992) nhận xét rằng trước Glaeser, "kinh tế đô thị đã cạn kiệt. Không ai nghĩ ra một số cách mới để nhìn vào các thành phố”.
Mặc dù có vẻ khác biệt về các chủ đề mà ông đã xem xét, hầu hết các công trình của Glaeser được cho là có thể áp dụng lý thuyết kinh tế (và đặc biệt là lý thuyết giá cả và lý thuyết trò chơi) để giải thích hành vi kinh tế và xã hội của con người. Glaeser phát triển các mô hình sử dụng các công cụ này và sau đó đánh giá chúng bằng dữ liệu trong thế giới thực, để xác minh khả năng ứng dụng của chúng. Một số bài báo của ông về kinh tế ứng dụng được đồng viết với đồng nghiệp Harvard của ông, Andrei Shleifer.
Năm 2006, Glaeser bắt đầu viết một chuyên mục thường xuyên cho tờ New York Sun. Ông viết một chuyên mục hàng tháng cho The Boston Globe. Ông viết các bài blog thường xuyên cho tờ The New York Times tại Economix, và ông đã viết các bài tiểu luận cho The New Republic.
Mặc dù cuốn sách gần đây nhất của ông, Chiến thắng của đô thị (2011), ca ngợi đô thị, nhưng ông đã cùng vợ và các con chuyển đến vùng ngoại ô vào khoảng năm 2006 do "khấu trừ lãi suất nhà, cơ sở hạ tầng đường cao tốc và hệ thống trường học địa phương". Ông giải thích rằng động thái này là "bằng chứng nữa về cách chính sách công xếp chồng chất chống lại các thành phố. Vì tất cả những điều tốt đẹp đến từ cuộc sống đô thị - cả cá nhân và thành phố - mọi người nên xem xét kỹ lưỡng các chính sách đang thúc đẩy cư dân vào vùng ngoại ô.

## Đóng góp cho kinh tế đô thị và kinh tế chính trị
Glaeser đã xuất bản bài viết trên các tạp chí kinh tế hàng đầu về nhiều chủ đề trong lĩnh vực kinh tế đô thị.
Trong nghiên cứu thời kỳ đầu, ông phát hiện ra rằng trong nhiều thập kỷ, sự đa dạng công nghiệp đóng góp nhiều cho tăng trưởng kinh tế hơn là chuyên môn hóa, điều này trái ngược với công trình của các nhà kinh tế đô thị khác như Vernon Henderson của Đại học Brown.
Ông đã công bố các nghiên cứu ảnh hưởng về bất bình đẳng. Công trình của ông với David Cutler của Harvard đã xác định tác hại của sự phân biệt đối xử đối với thanh thiếu niên da đen về tiền lương, thất nghiệp, trình độ học vấn và khả năng mang thai ở tuổi vị thành niên. Họ phát hiện ra rằng ảnh hưởng của sự phân biệt đối xử rất có hại cho người da đen đến nỗi nếu thanh niên da đen sống ở các khu vực đô thị tích hợp hoàn hảo, thành công của họ sẽ không khác gì thanh niên da trắng trên ba trong bốn thang đo và chỉ khác một chút ở thang đo thứ tư.
Năm 2000, Glaeser, Kahn và Rappaport đã thách thức lý thuyết sử dụng đất đô thị những năm 1960 mà tuyên bố rằng người nghèo sống một cách bất cân xứng ở các thành phố vì người tiêu dùng giàu có muốn có nhiều đất hơn đã chọn sống ở vùng ngoại ô nơi đất có sẵn ít tốn kém hơn. Họ phát hiện ra rằng những lý do cho tỷ lệ nghèo đói cao hơn ở các thành phố (17% vào năm 1990) so với vùng ngoại ô (7,4%) ở Hoa Kỳ là khả năng tiếp cận giao thông công cộng và các chính sách của các thành phố trung tâm ủng hộ người nghèo mà khuyến khích nhiều người nghèo chọn chuyển đến và sống ở các thành phố trung tâm. Ông nhắc lại điều này trong một cuộc phỏng vấn vào năm 2011, "Thực tế về nghèo đói đô thị không phải là điều mà các thành phố nên xấu hổ. Bởi vì các thành phố không làm cho người dân nghèo. Các thành phố thu hút người nghèo. Họ thu hút người nghèo bởi vì họ cung cấp những thứ mà mọi người cần nhất - cơ hội kinh tế.
Glaeser và nhà kinh tế học Harvard Alberto Alesina đã so sánh các chính sách công để giảm bất bình đẳng và nghèo đói ở Hoa Kỳ với châu Âu (Alesina và Glaeser 2004). Thái độ khác nhau đối với những người kém may mắn phần nào giải thích sự khác biệt trong việc tái phân phối thu nhập từ giàu sang nghèo. 60% người châu Âu và 29% người Mỹ tin rằng người nghèo bị mắc kẹt trong nghèo đói. So với 60% người châu Âu, chỉ có 30% người Mỹ tin rằng may mắn quyết định thu nhập. 60% người Mỹ tin rằng người nghèo lười biếng trong khi chỉ có 24% người châu Âu tin rằng điều này là đúng. Nhưng họ kết luận rằng sự đa dạng chủng tộc ở Hoa Kỳ, với nhóm chiếm ưu thế là người da trắng và người nghèo chủ yếu không phải là người da trắng, đã dẫn đến sự kháng cự với việc giảm bất bình đẳng ở Hoa Kỳ thông qua phân phối lại thu nhập. Đáng ngạc nhiên là các cấu trúc chính trị của Hoa Kỳ đã có hàng trăm tuổi và vẫn bảo thủ hơn nhiều so với các đối tác châu Âu của họ vì phía châu Âu đã trải qua nhiều thay đổi chính trị.
Glaeser cũng đã có những đóng góp quan trọng trong lĩnh vực vốn xã hội bằng cách xác định các ưu đãi kinh tế cơ bản cho hiệp hội xã hội và tình nguyện. Ví dụ, ông và đồng nghiệp Denise DiPasquale phát hiện ra rằng chủ nhà là những công dân tham gia nhiều hơn người thuê nhà. Trong công trình thực nghiệm, ông thấy rằng các sinh viên báo cáo đáng tin cậy hơn cũng hành động theo những cách đáng tin cậy hơn.
Trong những năm gần đây, Glaeser đã lập luận rằng vốn con người giải thích phần lớn sự đa dạng trong sự thịnh vượng ở cấp đô thị và đô thị. Ông đã mở rộng lập luận lên cấp độ quốc tế, lập luận rằng mức độ vốn nhân lực cao, được thể hiện bởi những người định cư châu Âu ở Thế giới mới và các nơi khác, giải thích sự phát triển của các thể chế tự do hơn và tăng trưởng kinh tế ở những quốc gia đó qua nhiều thế kỷ. Trong các công việc khác, ông thấy rằng vốn con người có liên quan đến việc giảm tham nhũng và những cải tiến khác trong hoạt động của chính phủ.
Trong những năm 2000, nghiên cứu thực nghiệm của Glaeser đã đưa ra một lời giải thích khác biệt cho sự gia tăng giá nhà ở nhiều nơi của Hoa Kỳ trong vài thập kỷ qua. Không giống như nhiều chuyên gia và nhà bình luận, những người cho rằng giá nhà đất tăng vọt là do bong bóng nhà đất được tạo ra bởi các chính sách tiền tệ của Alan Greenspan, Glaeser chỉ ra rằng sự gia tăng giá nhà ở không đồng nhất trong cả nước (Glaeser và Gyourko 2002).
Glaeser và Gyourko (2002) lập luận rằng trong khi giá nhà ở cao hơn đáng kể so với chi phí xây dựng ở Boston, Massachusetts và San Francisco và California, thì ở hầu hết Hoa Kỳ, giá nhà ở vẫn "gần bằng chi phí vật chất cận biên của công trình mới." Họ lập luận rằng sự khác biệt đáng kể về giá nhà ở so với chi phí xây dựng xảy ra ở những nơi mà rất khó khăn để có được giấy phép cho các tòa nhà mới (kể từ những năm 1970). Kết hợp với luật phân vùng nghiêm ngặt, việc cung cấp nhà ở mới ở các thành phố này đã bị gián đoạn nghiêm trọng. Do đó, thị trường bất động sản không thể đáp ứng sự gia tăng nhu cầu, và từ đó giá nhà đất tăng vọt. Glaeser cũng chỉ ra kinh nghiệm của các tiểu bang như Arizona và Texas, nơi có sự tăng trưởng rầm rộ nhu cầu bất động sản trong cùng thời kỳ, nhưng, do các quy định nới lỏng hơn và sự dễ chịu tương đối để có được giấy phép xây dựng mới, đã không có sự gia tăng bất thường về giá nhà ở.
Glaeser và Gyourko (2008) quan sát thấy rằng mặc dù cuộc khủng hoảng thế chấp và sự sụt giảm giá nhà đất sau đó, người Mỹ tiếp tục phải đối mặt với những thách thức về khả năng chi trả nhà ở. Tuy nhiên, các nhà hoạch định chính sách nhà ở cần nhận ra rằng khả năng chi trả nhà ở giữa các khu vực là khác nhau và ảnh hưởng đến các tầng lớp khác nhau. Các chính sách công nên phản ánh những khác biệt đó. Tầng lớp trung lưu phải đối mặt với các vấn đề về khả năng chi trả có thể được giải quyết bằng cách cho phép xây dựng nhà mới hơn bằng cách loại bỏ các hạn chế quy hoạch ở cấp thành phố. Glaeser và Gyourko (2008) khuyến nghị chuyển thu nhập trực tiếp cho các gia đình có thu nhập thấp để giải quyết nhu cầu nhà ở cụ thể của họ thay vì sự can thiệp của chính phủ vào chính thị trường nhà ở.
Glaeser (2011) tuyên bố rằng chính sách công ở Houston, Texas, thành phố duy nhất ở Hoa Kỳ không có mã quy hoạch và do đó (một nguồn cung nhà ở rất linh hoạt) cho phép xây dựng để đáp ứng nhu cầu của một số lượng lớn các ngôi nhà giá cả phải chăng mới ngay cả trong năm 2006. Ông lập luận rằng điều này giữ cho giá Houston không đổi trong khi ở những nơi khác leo thang.

## Đóng góp cho kinh tế y tế
Năm 2003, Glaeser hợp tác với David Cutler và Jesse Shapiro trong một bài nghiên cứu cố gắng giải thích lý do tại sao người Mỹ trở nên béo phì hơn. Theo bản tóm tắt bài nghiên cứu của họ, "Tại sao người Mỹ trở nên béo phì hơn?", người Mỹ đã trở nên béo phì hơn trong 25 năm qua vì họ "đã tiêu thụ nhiều calo hơn. Sự gia tăng tiêu thụ thực phẩm tự nó là kết quả của những đổi mới công nghệ mà giúp thực phẩm có thể được chuẩn bị hàng loạt cách xa điểm tiêu thụ và tiêu thụ với chi phí thời gian chuẩn bị và làm sạch thấp hơn. Thay đổi giá cả thường có lợi, nhưng có thể không nếu mọi người có vấn đề về tự kiểm soát."
Giữa bệnh dịch COVID-19, hoạt động và vận hành của hệ thống kinh tế Hoa Kỳ một lần nữa được đem ra mổ xẻ trong cuốn Sinh tồn của đô thị (bản dịch tiếng Việt và phát hành bởi Book Hunter).